# Атестат зрілості (фільм)
«Атестат зрілості» (рос. «Аттестат зрелости») — радянський художній фільм Тетяни Лукашевич, знятий у 1954 році за однойменною п'єсою Лії Гераскіної.

## Сюжет
Талановитий, але розбещений та егоїстичний старшокласник Валентин Листовський спровокував в школі конфліктну ситуацію: підвів друзів, образив вчительку. Він презирливо і зарозуміло ставиться до всіх, але оточуючим вдається його перевчити та зробити з нього порядну радянську людину.

## Цікаві факти
- Фільм багатьма вважається прикладом гомоеротизму радянського кінематографу. Його неофіційно називають радянською «Горбатою горою».[1]
- Це перший фільм, в якому знявся Василь Лановий.